# Lucie Vondráčková

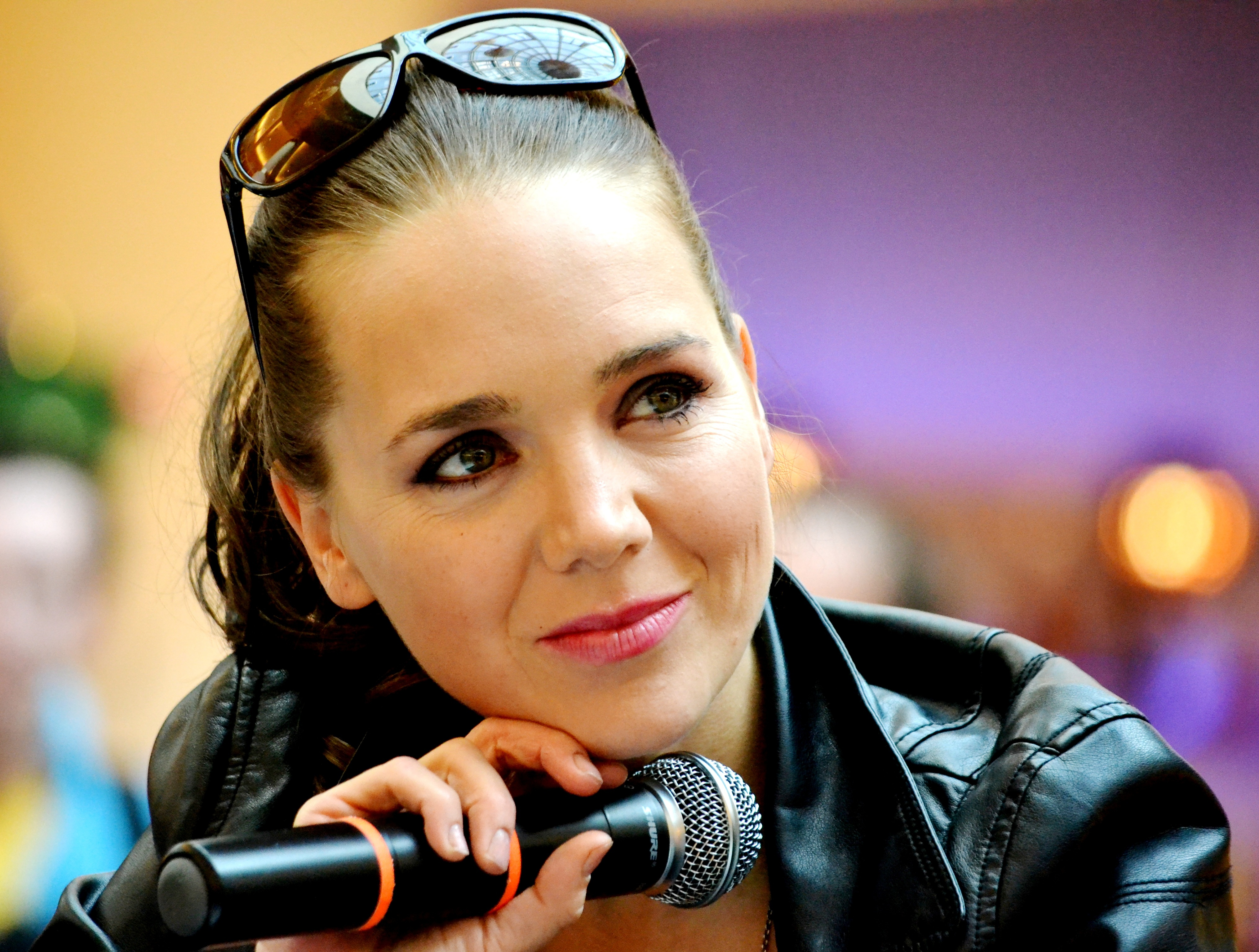
Lucie Vondráčková (2015)

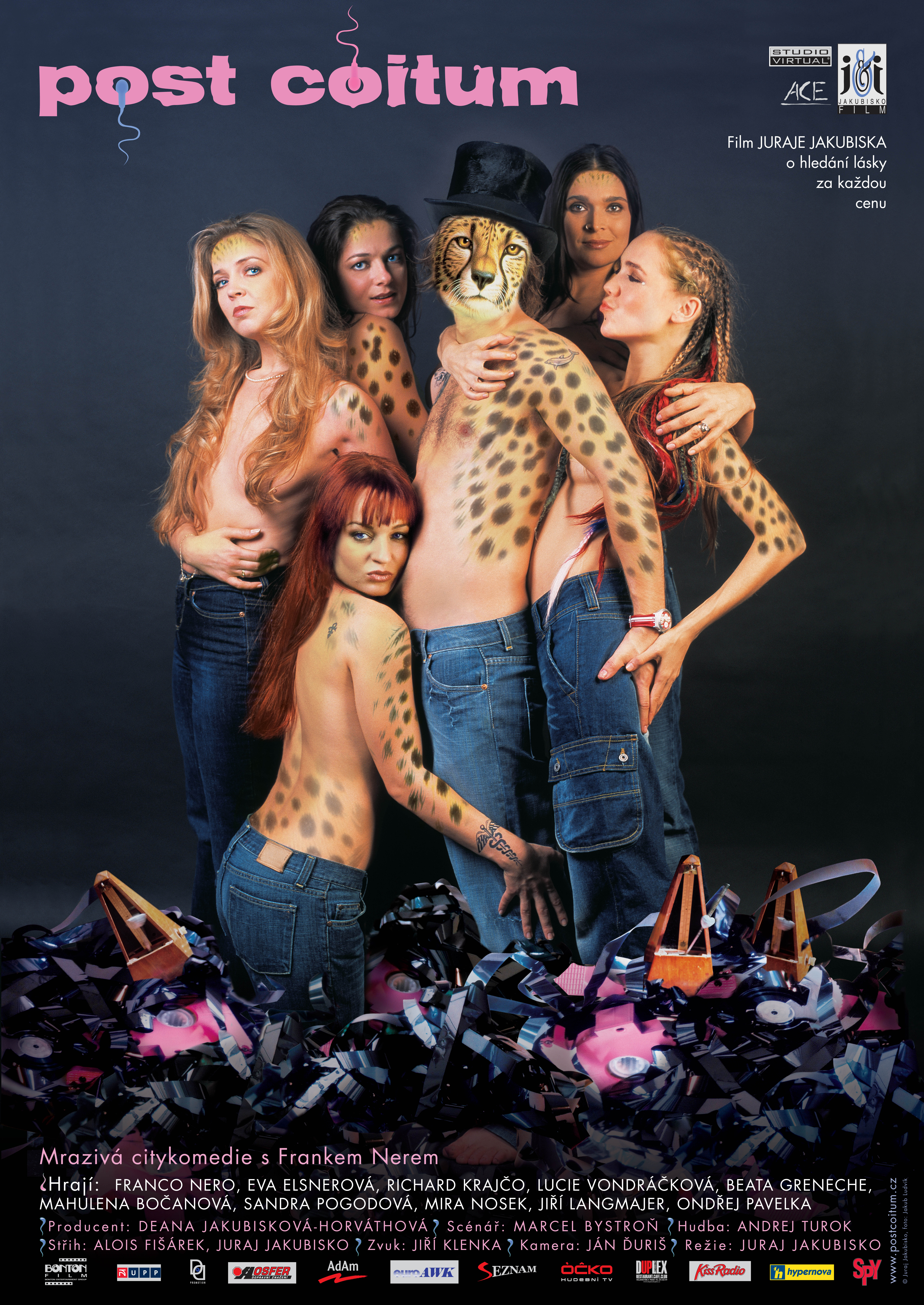
Poster Post Coitum (2004)

Lucie Vondráčková (* 8. března 1980 Praha) je česká zpěvačka, divadelní, filmová a dabingová herečka a textařka.

## Vzdělání
Vystudovala hudebně-dramatický obor na pražské konzervatoři a úspěšně zakončila i studium kulturologie na Filozofické fakultě UK diplomovou prací „Tradice české pohádky v československé kinematografii“ (Mgr., 2005). Titul doktor filozofie získala obhajobou práce „Pohádky v československé kinematografii“ (PhDr., 2006).

## Kariéra
Poprvé se před kamerou objevila ve svých devíti letech. Její úplně herecké začátky spadají do roku 1991, kdy hrála v seriálu Ludvíka Ráži Území bílých králů, později v seriálu Václava Vorlíčka Arabela se vrací aneb Rumburak králem Říše pohádek.
V roce 1992 se stala moderátorkou pořadu pro děti a mládež Marmeláda a o rok později vydala své první stejnojmenné album Marmeláda.
Zlomovým rokem v její herecké kariéře se stal rok 1992, kdy dostala malou roli v Národním divadle ve hře Saténový střevíček s Libuší Šafránkovou.
V Divadle Rokoko ztvárnila během osmi let např.: Shakespearovu Julii, Aňu ve Višňovém sadu, Johanku z Arku ve Skřivánkovi, Mary Warrenovou v Čarodějkách ze Salemu, Alici ve hře Na dotek a další. V divadelním spolku Kašpar hrála trojroli Anny, královny Markéty a písaře v Richardu III. V muzikálu Excalibur ztělesňovala Morganu. Její muzikálovou rolí byla například i Hanka ve Starcích na chmelu (Divadlo Milénium) nebo Karin v muzikálu Touha (Divadlo Kalich).
Hrála ve třech filmech režiséra Juraje Jakubiska – Nejasná zpráva o konci světa (1997), Post Coitum (2004) a Bathory (2008).
Věnuje se i dabingu a práci v rozhlase (Polepšovna na konci vesmíru, Hra snů, Bouřka, O Rubáškovi), za kterou získala ocenění Neviditelný herec 2011.
V letech 2009, 2010, 2012, 2013 a 2014 zvítězila v divácké anketě TýTý v kategorii zpěvačka.
Od roku 2010 se věnovala hraní převážně v Kanadě v anglickojazyčných filmech, například ve snímcích The Last Holiday, Joan of Arc anebo Hotel Limbo. Je členkou kanadské herecké asociace ACTRA.
V roce 2024 byla jednou ze soutěžících 13. řady televizní taneční show StarDance …když hvězdy tančí. Spolu se svým partnerem Lukášem Bartuňkem původně vypadli v 8. kole, ale po odstoupení Patrika Hartla ze zdravotních důvodů se vrátili a skončili na třetím místě.

## Filmografie, výběr

### Film a televize
- Království květin (1993)
- Nebeský pláč (1994)
- Hrad z písku (1994)
- Nejasná zpráva o konci světa (1997)
- Šmankote, babičko, čaruj! (1998)
- Na zámku (2000)
- O víle Arnoštce (2001)
- Královský slib (2001)
- Baječná show (2002)
- Kožené slunce (2002)
- Ta třetí (2002)
- Malvína (2003)
- Snowboarďáci (2004)
- Post Coitum (2004)
- Křesadlo (princezna Astrid) (2004)
- Umění milovat (2005)
- Poslední prázdniny (2006)
- Kvaska (2007)
- Bathory (2008)
- Rodinka (2011)
- Labyrint (2011)
- Kozí příběh se sýrem (2012)
- Babovřesky (2013)
- Babovřesky 2 (2014)
- Babovřesky 3 (2015)
- The Perfect Kiss (2018)
- Beyond her lens (2019)
- Léto s gentlemanem (2019)
- Hotel Limbo (2020)
- Bůh nepřítel (2021)
- O mě se neboj (2022)
- Nemocnica (2022)
- Specialisté (2022)
- Ulice (2023) – Soňa Čechová

### Dabing
- Alenka v říši divů (Disney, 1951) – Alenka
- Helena Trojská (org. Helen of Troy) (2003) – Helena (Sienna Guillory)
- Johanka z Arku (org. Joan of Arc) (2005) – Johanka
- Hrdinové (2006)
- Dexter (2006)
- Ladíme! (org. Pitch Perfect) (2012) – Aubrey Posen (Anna Camp)
- Gossip Girl – Blair Waldorf
- Griffinovi (org. Family Guy) – Meg
- Krok za krokem – Christine Lakin
- Pravěk útočí – Hannah Spearitt – Abby Maitlandová
- G.Jedna: První stávka (org. Ra.One) (2014) – Sonia (ČT)
- Čarodějův učeň (2010) – Becky (Teresa Palmer)
- Nezapomeň na mě (2010) – Ally Creig
- Ledové ostří 2 – Jackie Dorsey
- Let’s dance 1 – Nora Clark (Jenna Dewan Tatum)
- Okouzlení (org. Incantesimo) (2007) – Sara Segre
- Hotel Transylvánie: Transformánie (2022) – Mavis
- Dům na vlnách (2022) – Reina Haba
- Agatha za vším schovaná (2024)

## Diskografie
- MARMELÁDA (1993)
- ROK 2060 (1994)
- Láska na 100 let (1995)
- Atlantida (1995)
- Malá mořská víla (1996)
- Marmeláda video (1997)
- CD-ROM Lucka a její cesty (1998)
- The best of English version (1998)
- MANON (2000)
- Mayday (2003)
- BOOMERANG (2005)
- DANCE! (2007)
- Pelmel 1993–2007 (2007)
- Fénix (2008)
- Dárek (2010)
- Oheň (2013)
- Duety (2014)
- Hit Tour 2013 CD a DVD (2014)
- Růže (2018)
- Paralelní světy (2018)
- Milování (2018) z alba Růže, v roce 2020 natočen oficiální videoklip k písničce
- Kdy vzlétnu já (2012) písnička k filmu Rebelka, v roce 2020 natočen oficiální videoklip k písničce
- Láskověty (2021)
- Letokruhy (2023)
- Dnem i tmou (2023)

## Ocenění
- Anděl – 3. místo: 2010
- Ceny Óčko (Pop&Dance) – 2009
- Neviditelný herec – 2011
- Zlatý Otto – 2007

### Český slavík
- 2007: 3. místo Zpěvačka
- 2008–2016: 2. místo – Zpěvačka
- 2009: Nejoblíbenější píseň rádia Impuls, Láska umí víc
- 2017: 3. místo Zpěvačka

### Anketa TýTý
- 2007–2008: 2. místo – Zpěvačka
- 2009–2010: 1. místo – Zpěvačka
- 2011 – 2. místo – Zpěvačka
- 2012–2014: 1. místo – Zpěvačka

### Zlatá deska
CD – Marmeláda * Rok 2060 * Atlantida * Malá mořská víla * Mayday * Boomerang * Pelmel * Fénix * Dárek * Oheň * Duety * Růže

### Platinová deska
CD – Marmeláda * Atlantida * Malá mořská víla * Boomerang * Pelmel * Fénix * Dárek * Oheň * Duety *

### Křišťálová deska
Ocenění od firmy Tommü Records za 300 000 prodaných nosičů u tohoto vydavatelství.

## Koncertní turné
- Hit Tour 2013 Lucka Vondráčková a Michal David – konalo se v 10 městech ČR od konce května až po celý červen 2013.
- Kousek štěstí tour 2016

## Divadlo
- Muzikál Excalibur (2003)
- Muzikál Tajemství (2005)
- Muzikál Touha (2008)
- Ať žije rokenrol (2010)
- a další činoherní představení a muzikál Starci na chmelu

## Osobní život
Pochází z muzikantské rodiny, její otec Jiří Vondráček je herec, zpěvák, matka Hana Sorrosová je textařka, teta Helena Vondráčková zpěvačka české pop music.
Z manželství s Tomášem Plekancem má dva syny Matyáše a Adama. Starší Matyáš Plekanec se narodil 4. prosince 2011 v kanadském Montrealu, 23. června 2015 se narodil druhý syn Adam. Dne 6. srpna 2018 manželé Plekancovi oznámili rozvod po 7 letech manželství. V září 2019 se manželé v Kanadě rozvedli.
Od roku 2023 je jejím partnerem zápasník MMA Zdeněk Polívka.